# Wołkowatycze (rejon złoczowski)
Wołkowatycze (ukr. Вовковатиця) – wieś na Ukrainie w rejonie złoczowskim obwodu lwowskiego.
Do 2020 w rejonie brodzkim. 

## Historia
Dawniej część wsi Zabłotce.